# World Beer Cup de 2014
A World Beer Cup de 2014 foi a décima edição da Copa do Mundo da Cerveja. Esta edição aconteceu em Denver, no Estados Unidos. 
Ao todo, mais de 1.400 cervejarias de 58 países inscreveram quase 4.800 rótulos para participar do concurso deste ano, que englobou 94 modalidades. Destas, 21 cervejarias brasileiras participaram do concurso, com um total de 63 rótulos.
Nesta edição saiu o primeiro ouro da história para uma cerveja brasileira. O rótulo tupiniquim Dubbel, da Cervejaria Wäls, saiu vitorioso na categoria “Belgian Style” - onde concorreram com outras 34 cervejas - com a cerveja Dubbel. A Wäls também levou a medalha de prata na categoria Belgian-Style Ale, com a sua Quadruppel.
Os EUA foram a nação mais premiada, com 205 medalhas, seguidos da Alemanha, com 27.